# Organdjali
Organdjali (en macédonien Органџали) est un village du sud-est de la Macédoine du Nord, situé dans la municipalité de Doïran. Le village comptait 21 habitants en 2002.

## Démographie
Lors du recensement de 2002, le village comptait :
- Turcs : 21